# Presly
Presly – miejscowość i gmina we Francji, w Regionie Centralnym, w departamencie Cher.
Według danych na rok 1990 gminę zamieszkiwały 204 osoby, a gęstość zaludnienia wynosiła 3 osoby/km² (wśród 1842 gmin Regionu Centralnego Presly plasuje się na 935. miejscu pod względem liczby ludności, natomiast pod względem powierzchni na miejscu 23.).